# Critichiamo Lin Biao critichiamo Confucio
Critichiamo Lin Biao critichiamo Confucio (批林批孔S, pī Lín pī KǒngP) fu una campagna politica lanciata nella Repubblica Popolare Cinese da Jiang Qing, quarta moglie di Mao Zedong, che durò dal 1972 al 1974. La campagna politica prese il nome dallo slogan omonimo scandito nei raduni di massa di quel periodo.
Come Confucio avrebbe cercato di restaurare la dinastia Zhou nel periodo dei regni combattenti, facendo così fare un "salto all'indietro" alla storia, intesa in senso marxista-hegeliano, così Lin Biao, con il suo supposto colpo di Stato progettato ai danni di Mao, avrebbe tentato di riportare indietro la storia cinese.
La campagna fu lanciata un anno dopo la morte di Lin Biao: il suo vero obiettivo era infatti la persona di Zhou Enlai, che veniva vista come artefice di un ritorno del potere di Deng Xiaoping e delle strutture del Partito Comunista Cinese contro la libertà di critica delle "masse" nei confronti del "partito", libertà considerata cardinale nel pensiero dialettico di Mao.